# Nadeș
Nadeș, (deutsch Nadesch, früher auch Sächsisch-Nadesch genannt, ungarisch Szásznádas) ist eine Gemeinde im Kreis Mureș in der Region Siebenbürgen in Rumänien.

## Geographische Lage

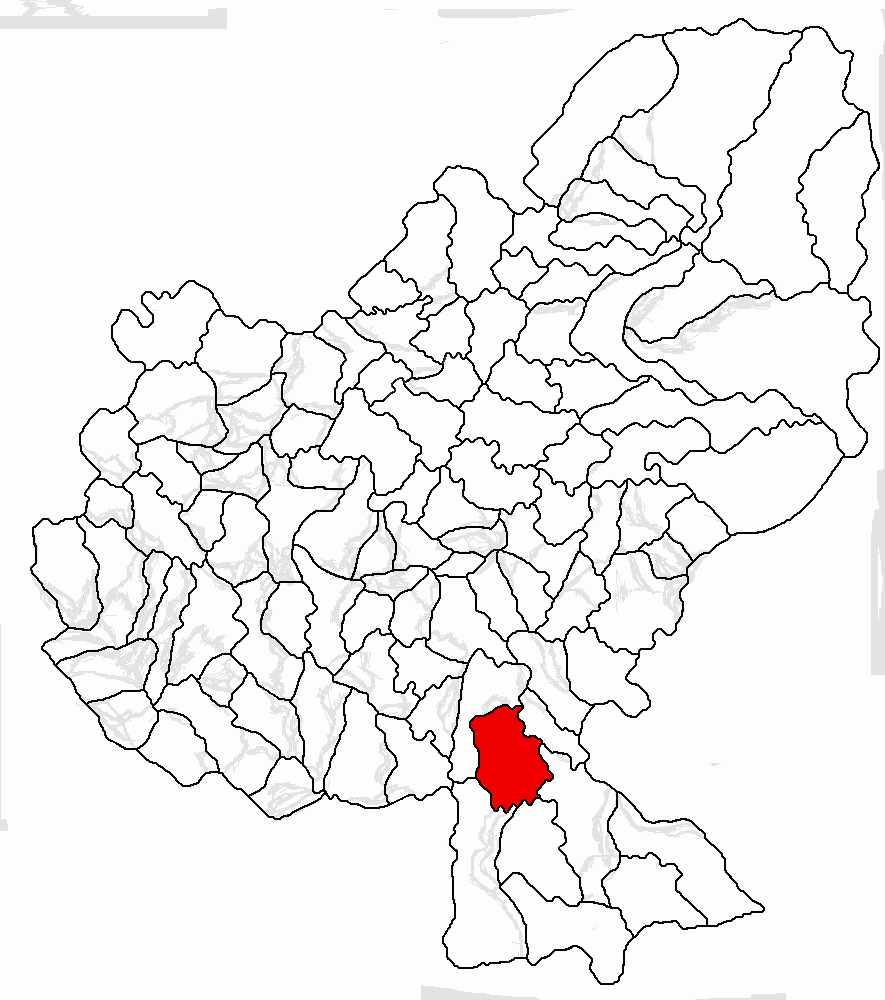
Lage der Gemeinde Nadeș im Kreis Mureș

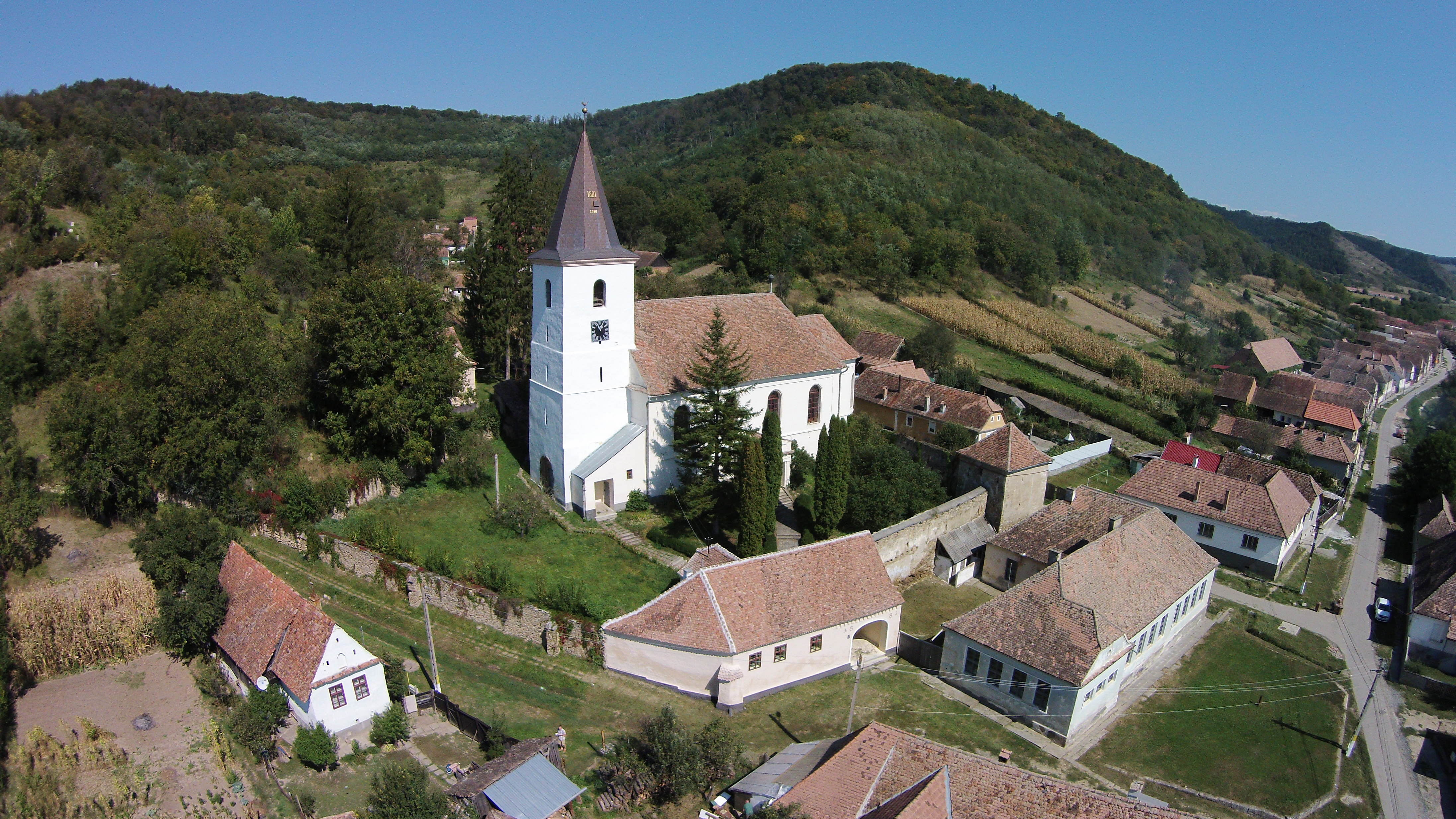
Blick auf die Kirchenburg

Nadeș liegt 19 Kilometer von der Kleinstadt Sighișoara (Schäßburg) und 36 Kilometer von der Kreishauptstadt Târgu Mureș (Neumarkt am Mieresch) entfernt. Im Westen wird der Ort von der Europastraße 60 durchquert. Die Gemeinde grenzt im Osten an Pipea (Wepeschdorf), Jacodu (Ungarisch-Sacken) und Boiu (Freudendorf), im Süden an Hetiur (Marienburg), im Westen an Măgheruș (Maniersch) und im Norden an Țigmandru (Zuckmantel). Der höchste Berg der Umgebung erreicht 657 m.

## Geschichte und Bevölkerung
Der Ort wurde 1301 erstmals urkundlich erwähnt. Bis 1848 gehörte Nadesch zu den untertänigen Gemeinden des Komitatsbodens. Die Siebenbürger Sachsen bildeten bis nach dem Zweiten Weltkrieg die größte Bevölkerungsgruppe.
Die Volkszählung von 1966 ergab folgende ethnische Zusammensetzung: 687 Deutsche (Siebenbürger Sachsen), 599 Rumänen, 269 Ungarn und drei Roma. Nach dem Zusammenbruch der kommunistischen Diktatur 1989 wanderten die Siebenbürger Sachsen überwiegend in die Bundesrepublik Deutschland aus. Die Volkszählung aus dem Jahr 2002 ergab 1228 Personen, davon 669 Rumänen, 275 Ungarn, 262 Roma und 23 Deutsche.
In der Gesamtgemeinde, die außer dem Ort Nadeș noch die Dörfer Măgheruș, Pipea und Țigmandru umfasst, lebten 2002 insgesamt 2406 Personen, davon waren 1416 Rumänen, 573 Ungarn, 374 Roma und 43 Deutsche. 2011 stieg die Anzahl der Gemeindebevölkerung auf 2484 Personen, von denen 1361 waren Rumänen, 494 Magyaren, 457 Roma, 33 Rumäniendeutsche und drei bezeichneten sich als Ukrainer.

## Persönlichkeiten
Zu den in Nadesch geborenen Persönlichkeiten zählen der Botaniker und Heimatkundler Franz Friedrich Fronius und der Theologe Erich Roth.
In Nadesch lebten und wirkten der Mediziner und spätere Bischof Bartholomäus Bausner sowie der Heimatforscher und Dichter Georg Friedrich Marienburg.

## Sehenswürdigkeiten
- In Nadesch befindet sich eine Kirchenburg im 14. Jahrhundert errichtet, im 16. erneuert und steht unter Denkmalschutz.[5] Die aktuelle Saalkirche wurde in den Jahren 1851 bis 1853 erbaut. Die kleine Glocke des Kirchturms wurde im Jahr 1470 gegossen. Die Inschrift von dieser Glocke (helf got maria berot) gilt als die älteste deutsche Inschrift auf einer Glocke in Siebenbürgen.
- Das evangelische Pfarrhaus von 1771 bis 1789 errichtet, steht unter Denkmalschutz.[5]